# Alfred Hitchcock
Sir Alfred Joseph Hitchcock (Leytonstone (Londen), 13 augustus 1899 – Bel-Air (VS), 29 april 1980) was een Brits filmregisseur. Hij wordt gezien als een van de beste filmregisseurs ooit.
Hitchcocks carrière omspande een tijdperk van meer dan 50 jaar. Hij had zowel succes met stomme films als geluidsfilms. Zijn bekendste genre was dat van de thriller. Hij kreeg de bijnaam "Master of Suspense".

## Biografie

### Vroege jeugd
Zijn jeugd was niet gemakkelijk: toen hij veertien jaar oud was, overleed zijn vader, waarna de jonge Hitchcock werd opgevoed door zijn psychisch labiele moeder, die niet in staat was om haar kind goed op te voeden. Zo schakelde ze eens de politie in om haar zoon mee te nemen naar het politiebureau toen de zaken voor haar uit de hand liepen. Toen Hitchcock ouder werd, werd hij naar een katholieke jongenskostschool gestuurd. Zowel thuis als op school kreeg hij een strenge opvoeding, waaraan hij later nare herinneringen overhield.
De zaken die kenmerkend waren voor zijn jeugd, kwamen later in zijn films terug: angst voor de politie, katholieke symboliek en een kerkgebouw als locatie voor kwaadaardige gebeurtenissen werden kenmerkend in de films van Hitchcock. Daarnaast kwam ook vaak het karakter van de krankzinnige moeder in zijn films voor.

### Begin van zijn carrière
Rond zijn 18e levensjaar raakte Hitchcock geïnteresseerd in fotografie. Hij wilde eigenlijk fotograaf worden maar kon hierin geen werk vinden. Op goed geluk besloot hij in 1920 naar Duitsland te vertrekken, waar een grote foto- en filmindustrie bestond.
In Duitsland kon hij werk vinden als fotograaf van tussentitels voor stomme films. Hierbij tekende Hitchcock op een zwart papier de tussentitels die gebeurtenissen vertelden als ondersteuning voor de beelden. Hij fotografeerde deze titels en drukte ze af op celluloid.
In Duitsland werd hij beïnvloed door het expressionisme, een filmstroming waarbij de emoties van de personages werden uitgebeeld door middel van de vormgeving (decors, kostuums, makeup, licht, kleur, locaties etc.). Kenmerkend voor het Duitse expressionisme was dat de films vaak spannend en griezelig waren en handelden over misdadigers, spoken, monsters, religie en moordenaars. Ook raakte Alfred Hitchcock onder de indruk van de Duitse regisseur Fritz Lang, naar Hitchcocks eigen zeggen de enige regisseur die hem ooit heeft beïnvloed. In de films van Lang waren de misdrijven van de vaak kwaadaardige personages niet het belangrijkste. Veel belangrijker waren bij Lang de psychologische motieven van de personages en dus de achtergrond van de begane misdrijven.
Psychologische motieven, vormgeving en techniek zouden later als een rode draad door het oeuvre van Hitchcock lopen.

### Eerste stappen als regisseur
Nadat Hitchcock eerst als assistent-regisseur had meegewerkt aan een aantal Duitse producties, keerde hij weer terug naar Engeland. In Engeland werd hij in 1925 eigenlijk per ongeluk regisseur: de regisseur van The Pleasure Garden werd plotseling ziek en er was niemand anders, behalve Hitchcock, die de opnames kon overnemen. The Pleasure Garden was een romantische komedie, een film die in niets leek op Hitchcocks latere werk. The Lodger: A Story of the London Fog (1927) was daarentegen wel een film die al volledig voldeed aan de kenmerken van het latere Hitchcock-principe: een man wordt ten onrechte veroordeeld en moet vluchten voor zijn leven. Hitchcock zelf zou later zeggen dat The Lodger zijn belangrijkste film was. Tijdens het maken van deze film realiseerde Hitchcock zich waar zijn talenten lagen: in het maken van thrillers. Na The Lodger zou hij zich bijna geheel gaan specialiseren in het maken van thrillers; slechts enkele malen zou hij een genre-uitstapje maken, vaak met minder goede gevolgen (zoals de commerciële filmflops Waltzes from Vienna en Under Capricorn).
Hitchcock was ervan overtuigd dat zijn volgende film altijd beter moest zijn dan zijn vorige en daarom hield hij zich zijn gehele leven bezig met perfectioneren van de door hem zelf opgestelde regels om een spannende film te maken. Hierdoor kan hij als geestelijk vader gezien worden van het thrillergenre; de meeste spannende films uit de hedendaagse tijd zijn op de een of andere manier beïnvloed door het gedachtegoed van Hitchcock.

### Engelands succesvolste regisseur
Vanaf eind jaren 20 begon Hitchcock in snel tempo thrillers te maken. Hoogtepunten uit deze periode waren Blackmail (1929), de eerste Britse geluidsfilm, The 39 Steps, een spionagefilm waarbij een man door heel Engeland achtervolgd werd, The Man Who Knew Too Much (1935) over een echtpaar op zoek naar een ontvoerd kind, The Lady Vanishes (1938) over een vrouw die verdwijnt tijdens een treinreis en Foreign Correspondent (1940), een spionagefilm over een spion die moet samenwerken met het verzet in het door de nazi's bezette Nederland. Deze film staat bekend als de eerste film over de Tweede Wereldoorlog.
Al deze films maakten Hitchcock tot de succesvolste Britse regisseur en zo stroomden de aanbiedingen uit Hollywood binnen. Hitchcock vertrok uiteindelijk in 1940 naar de Verenigde Staten om zich aldaar als regisseur te vestigen.

### Jaren 40
Hitchcocks eerste Hollywoodfilm was meteen een succes. De thriller Rebecca (1940) – gebaseerd op het boek van Daphne du Maurier – won een Oscar voor beste speelfilm en was een groot commercieel succes. De film handelde over een jonge vrouw (een zogenaamde 'paid chaperonne' van een oudere rijke vrouw) die in Monte Carlo de oudere Maxim De Winter ontmoette, met hem trouwde en verhuisde naar zijn landgoed Manderley. Rebecca, de overleden echtgenote van Maxim, zou zelfmoord hebben gepleegd, maar er was twijfel of het wel zelfmoord was. De film wordt tegenwoordig gezien als een hoogtepunt in het oeuvre van Hitchcock.
Andere klassiekers waren Shadow of a Doubt, over een seriemoordenaar die steun zocht bij een nietsvermoedend gezin en Suspicion, over een vrouw die haar echtgenoot verdacht van moord. Een bijzondere film van Hitchcock was Spellbound, een psychologische film waarvoor hij inspiratie zocht in het werk van Sigmund Freud. Een bekende scène uit de film was de droomscène die ontworpen was door Salvador Dalí.
Ondanks het succes van deze films was Hitchcock toch niet geheel tevreden over zijn werk. In Hollywood was het namelijk zo dat de studio alle macht had, de regisseur had alleen de artistieke leiding over de filmopnames, zowel de pre- als postproductie waren het domein van respectievelijk de scenarioschrijver en de editor. De productiemaatschappij had op haar beurt weer supervisie over alle drie de onderdelen van het filmmaken. Hierdoor kwam het dat de artistieke inbreng van de regisseur minimaal was. Hitchcock had vanwege zijn enorme reputatie wel wat meer macht, maar nog steeds gebeurde het dat de gehele film, buiten zijn medeweten om, opnieuw werd gemonteerd. Hitchcock wilde echter 100% artistieke vrijheid.

### Hitchcock als succesvolle filmregisseur
Dit was dan ook de reden dat Hitchcock in 1948 een eigen productiemaatschappij oprichtte. Door zelf zijn eigen producent te zijn had hij volledige controle over scenario en montage. De grote geldschieter van Hitchcock was Universal Pictures, een maatschappij die vanaf 1948 alle films van Hitchcock zou gaan distribueren.
Deze volledige vrijheid maakte van Hitchcock een van de weinige filmauteurs in Hollywood en hij groeide binnen een paar jaar uit tot meest succesvolle filmregisseur ter wereld. In een snel tempo maakte hij talloze unieke en succesvolle films. Meesterwerken als Strangers on a Train (1951), Rear Window 
(1954), Dial M for Murder (1954), To Catch a Thief (1955), The Man Who Knew Too Much (1956) en The Wrong Man (1957) werden stuk voor stuk door critici geprezen en waren eigenlijk meteen al klassiekers. Veel van deze films worden tegenwoordig nog regelmatig op tv uitgezonden.
In 1956 liet Hitchcock zich naturaliseren tot Amerikaan.
Het hoogtepunt van de carrière van Hitchcock lag in de periode 1958–1960. In die tijd maakte Hitchcock achtereenvolgens de romantische thriller Vertigo, een mijlpaal in de filmgeschiedenis en een van de beste films ooit gemaakt, de actie- en spionagefilm North by Northwest, een van de succesvolste en invloedrijkste films aller tijden en tot slot Psycho, algemeen beschouwd als Hitchcocks beste film en volgens velen de invloedrijkste film uit de filmgeschiedenis. Tegelijkertijd had Hitchcock ook op het televisiescherm grote successen met de naar hem genoemde thrillerserie waarin steeds griezelige verhalen van 30 minuten verteld werden. Alfred Hitchcock Presents trok iedere avond alleen al in Amerika tientallen miljoenen kijkers.
Het enorme succes van dit alles had ook veel te maken met Hitchcocks eigen persoonlijkheid. Als excentriek persoon hield hij ervan om zichzelf als bijzondere verschijning in de media te plaatsen. In televisieprogramma's was hij meestal gekleed in een zwart pak en sprak hij met een slissend, lispelend en overdreven accent, waarmee hij vol droge humor verhaalde over zijn volgende film. Daarnaast had hij ook altijd een cameorolletje aan het begin van iedere film, zodat de kijker zijn films meteen kon herkennen. Door al deze activiteiten groeide Alfred Hitchcock uit tot een mediapersoonlijkheid wiens reputatie zich kon meten met die van menige filmster.

### Nadagen van zijn carrière
In 1963 schreef Alfred Hitchcock opnieuw filmgeschiedenis met de film: The Birds, een productie over een driehoeksrelatie die plotseling omslaat in een rampenfilm wanneer duizenden vogels een klein dorpje terroriseren. The Birds was een succes en was opnieuw een duidelijk voorbeeld van Hitchcocks gave om van een heel simpel verhaaltje een spannende film te maken.
Hierna ging het verrassend snel bergaf met de loopbaan van Hitchcock. Marnie (1964) werd door critici afgekraakt en werd een flop in de bioscopen. Pas tientallen jaren later kreeg de film herwaardering. Hierna sloeg Hitchcock een andere, maar ook weinig succesvolle weg in, met twee politieke thrillers: Torn Curtain (1966), over een atoomgeleerde die naar de DDR overliep en Topaz (1969) over een samenzwering op Cuba.
Door gebrek aan succes besloot Hitchcock in 1972 naar Engeland terug te keren om daar de film Frenzy te maken. Deze stijlvol gefilmde en zwart humoristische thriller over een stropdassenmoordenaar, wordt algemeen gezien als het laatste meesterwerk van Hitchcock. Zijn carrière werd in 1976 afgesloten met de vrij onbekende zwarte komedie Family Plot.
Hitchcock overleed in 1980 op 80-jarige leeftijd aan nierfalen.

## Kenmerken van het werk van Hitchcock

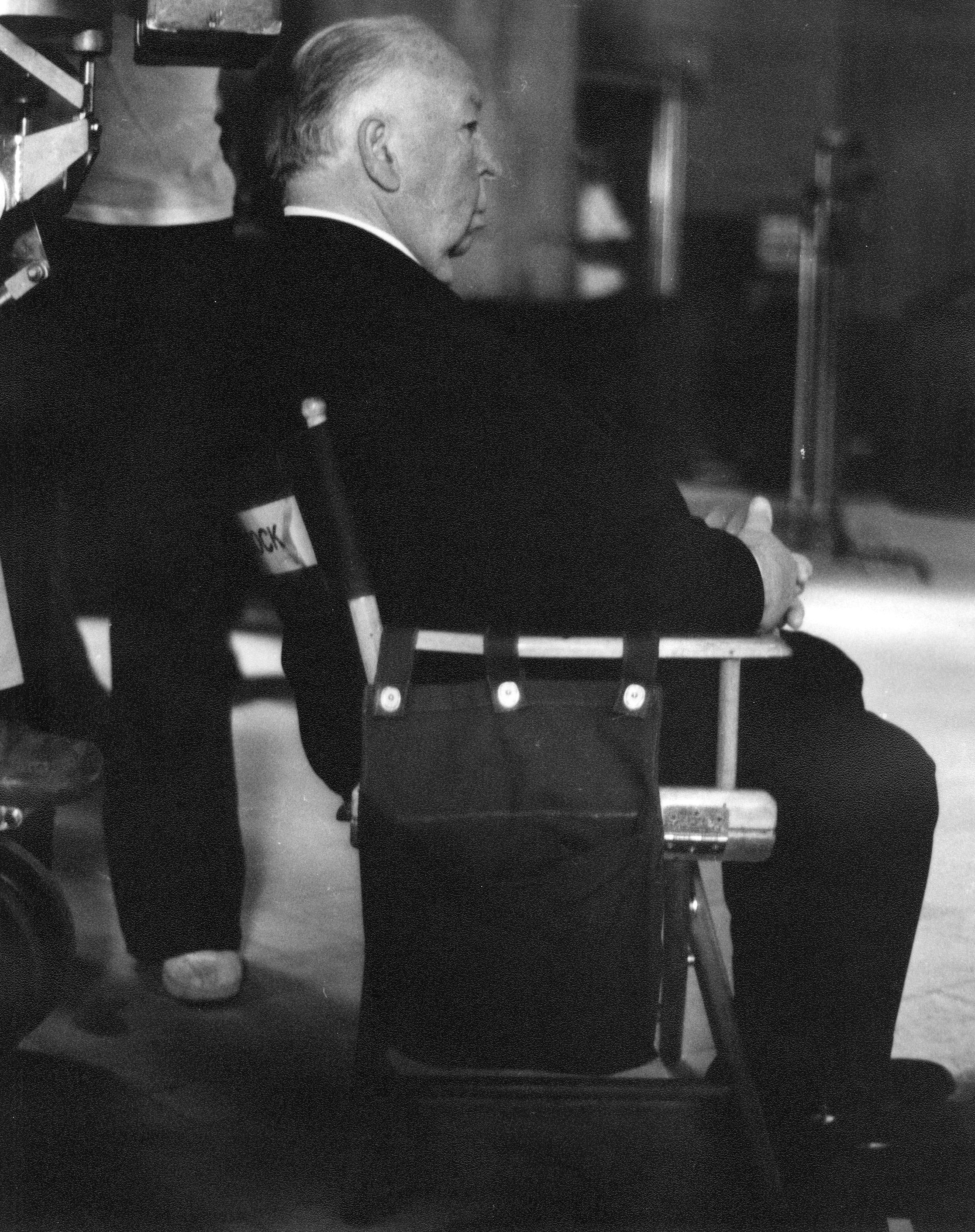
Hitchcock op de filmset

### Inhoudelijke kenmerken
- In Hitchcocks films spelen vaak onschuldige personen een rol. Vaak zijn dit mensen met een doodgewoon beroep, iemand met wie de kijker zich makkelijk kan identificeren. De personen raken verwikkeld in omstandigheden waar ze geen invloed op hebben. Vaak is dit een misdrijf. In de meeste gevallen wordt de persoon ten onrechte ergens van beschuldigd en moet hij vluchten. Ook komt vaak voor dat de persoon in het verleden iets fout heeft gedaan waardoor hij achtervolgd wordt of dat hij door zijn gehele omgeving als een buitenstaander wordt gezien of wordt geminacht.
- De kijker weet vaak meer dan de personages. Hierdoor ontstaat vaak dramatische ironie. Het was misschien wel Hitchcocks belangrijkste truc om de spanning op te bouwen. Hitchcock omschreef het zelf met het volgende voorbeeld:

Je ziet drie mannen aan een tafel zitten, op het laatste moment gaat er een bom af en de drie mannen zijn dood. De mannen schrokken en de kijker ook, niet meer dan dat. Maar nu doen we het eens heel anders: de kijker ziet door middel van een paar close-ups de bom onder de tafel hangen en weet nu meer dan de drie mannen. De bom heeft een tijdontsteking met klok waardoor er ook nog tijdsspanning ontstaat. De kijker wil tegen de mannen roepen "kom op sta op, sta op" maar ze blijven gewoon zitten. Enkele tientallen seconden voor het ontploffen van de bom besluiten de mannen het gebouw te verlaten en de kijker slaakt een zucht van opluchting, maar op het laatste moment komt een van de mannen erachter dat hij zijn koffer in de kamer heeft laten staan en hij wil nog terug gaan. Op het laatste moment zegt een van de mannen tegen hem "ach laat dat koffertje maar zitten" en hij wordt zo van een wisse dood gered.

- Suspense was volgens Hitchcock spanning waarbij de kijker meer wist dan de personages zelf. In iedere film van Hitchcock zitten talloze van dit soort momenten.
- Freudiaanse motieven: Hitchcock was een groot bewonderaar van de Oostenrijkse psychiater Sigmund Freud. Hitchcock bestudeerde alles van Freud en sprak ook in het dagelijks leven vaak over het werk van Freud. Het is daarom ook niet verwonderlijk dat Hitchcock Freudiaanse motieven in zijn werk stopte. Dit wil zeggen dat de handelingen van de personages worden veroorzaakt door een psychische afwijking die ooit door Freud is geanalyseerd. Freudiaanse onderwerpen zoals jeugdtrauma's, het oedipuscomplex, schizofrenie, castratie-angst, etc., komen veelvuldig in Hitchcocks films voor. Het bekendste voorbeeld is Spellbound, een film die begint met een citaat van Freud en zelfs aan hem is opgedragen, maar ook andere films zoals Psycho, Vertigo, North by Northwest en Marnie zijn doorspekt met Freudiaanse motieven.
- De MacGuffin: Hitchcock gebruikt vaak een zogeheten MacGuffin, een plotelement dat niet verder gedefinieerd wordt, maar het verhaal wel stuurt. In North by Northwest bijvoorbeeld is een microfilm de drijvende kracht achter de acties van de personages, terwijl op geen enkel moment duidelijk wordt wat er op de microfilm staat en waarom dat zo belangrijk is. In The Man Who Knew Too Much speelt een plan om een ambassadeur te vermoorden een belangrijke rol, terwijl het land van de ambassadeur en de reden van de aanstaande moord in het ongewisse blijven.
- Vogels: In nagenoeg elke film van Hitchcock zijn foto's, beeldjes, namen of andere verwijzingen naar vogels te vinden. Daarnaast komt dit thema in enkele films prominenter naar voren: voorbeelden zijn te vinden in Psycho, waarin het conserveren van dode vogels de hobby van hoofdpersoon Norman Bates is en in The Birds, waarin een dorpje wordt geterroriseerd door vogels. Het gebruik van vogels zegt iets over de achtergrond van Hitchcock. In de buurt van Londen waar hij was opgegroeid is het Engelse woord voor vogel (bird) synoniem voor vrouw.
- Zwarte humor: Hitchcock gebruikte in iedere film humor waarbij grapjes over leed en over de dood werden gemaakt. Volgens Hitchcock was dit belangrijk om de spanning te relativeren. Een film met alleen maar spanning was te veel van het goede voor de kijker en daarom moesten er rustige momenten in zitten waarbij de kijker kon lachen. Humor tijdens spannende momenten was voor Hitchcock absoluut taboe.
- Seksuele symboliek: in vrijwel iedere film van Hitchcock zaten verwijzingen naar seks en de schoonheid van vrouwen. Hitchcock werkte in een tijd waarin studio's streng toezicht hielden op het in beeld brengen van bloot of andere erotisch getinte onderwerpen. Beroemd is de scène op het einde van North by Northwest waarin de verliefde Cary Grant en Eva Marie Saint gaan slapen in een treinwagon, de scène (en ook de film) eindigt met een shot van een trein die een tunnel in rijdt, een duidelijke metafoor voor een erotische penetratie.
- Knappe en verleidelijke vrouwen: In vele films van Hitchcock spelen intelligente, kwetsbare en 'aantrekkelijke' vrouwen. Zoals Grace Kelly, Eva Marie Saint, Kim Novak, Doris Day, Janet Leigh, Tippi Hedren en Ingrid Bergman. Soms manipuleren ze mannen, zoals in Rear Window. Vaker zijn ze echter slachtoffer, zoals in Dial M for Murder, Psycho, Vertigo, The Birds. In de films van Hitchcock zijn de vrouwen die de hoofdrol spelen, perfect gekleed en vrijwel altijd hoogblond.
- Voyeurisme: In veel films van Hitchcock komt het thema voor van iemand die iemand anders begluurt. De film Rear Window is helemaal gebouwd rondom dit thema.
- Dubbelgangermotief: In veel films komt het thema voor van twee personen die samen één zijn, of een persoon die juist twee is. De bekendste voorbeelden hiervan zijn Psycho en Vertigo.
- De krankzinnige moeder: de moeder in de films van Hitchcock is vaak een gekke, nare vrouw, vol haat en altijd zeer dominant. Ook hier komt het Freudiaanse oedipusthema terug.
- Naast de eerder genoemde zwarte humor, speelt satire ook een relativerende rol in zijn films. In veel van zijn films wordt, vaak op een komische wijze, naar de Amerikaanse maatschappij en haar inwoners gekeken. Hitchcock was zelf een Engelsman en bekeek daardoor de Amerikaanse maatschappij als buitenstaander. Veel films zijn zowel een lofzang als een aanklacht tegen Amerika. Hitchcock deed er in zijn Amerikaanse films juist alles aan om de films zo Amerikaans mogelijk uit te laten zien.
- Het gebruik van grote hoogtes waar vaak ontknopingen plaatsvinden. Beroemde voorbeelden zijn het gevecht op de Mount Rushmore en het Vrijheidsbeeld in respectievelijk North by Northwest en Saboteur. Ook bekend is het einde op de kerktoren in Vertigo of de achtervolging over het dak van het British museum in Blackmail.
- Hitchcocks gevoel voor rechtvaardigheid. In de meeste films wordt de slechterik gestraft. In de film Dial M for Murder wil hij de hoofdrolspeelster laten straffen vanwege overspel en wordt ze dan ook ter dood veroordeeld, maar uiteindelijk komt ze vrij en wordt de echte dader alsnog opgepakt.

### Visuele kenmerken
- Vaak lange glijdende en sierlijke camerabewegingen.
- Vaak muziek gecomponeerd door Bernard Hermann. Deze muziek kenmerkt zich door veel strijkinstrumenten. Het muziekstukje met de krijsende violen tijdens de douchescène in Psycho is legendarisch en is een van de bekendste muziekstukjes in de filmgeschiedenis.
- Een cameo-optreden, vaak aan het begin van zijn eigen film. Vanaf The Lodger: A Story of the London Fog heeft bijna elke Hitchcock-film een klein optreden (cameo) van de regisseur zelf. Bij The Lodger begon dit uit pure noodzaak, bij gebrek aan figuranten. Daarna werd het steeds meer een traditie van Hitchcock. Het is voor de liefhebbers van zijn films een sport geworden om te proberen hem in zijn cameo's te herkennen. Nadat Hitchcock in de jaren 50 dankzij zijn televisieoptredens bij steeds meer mensen herkenbaar werd, probeerde hij zijn cameo's altijd aan het begin van de film te plaatsen zodat het publiek niet te veel gefixeerd zou zijn om hem te spotten. Hitchcock is dikwijls te zien in een drukke menigte: hij komt uit een lift gestapt waar de hoofdrolspeler instapt (Spellbound) of een bus rijdt net voor zijn neus weg als hij wil instappen (North by Northwest). In totaal is hij in 39 van zijn 52 nog bewaard gebleven grote films als zodanig te zien. Hitchcocks langste cameo's zijn in de films Blackmail en Young and Innocent.

### Manier van werken
Kenmerkend voor de manier van werken van Hitchcock is dat hij er niet van hield om opnames op locatie te maken. Hij liet zo veel mogelijk sets in de studio bouwen. In sommige van zijn films is duidelijk te zien dat een decor niet echt is. Een extreem voorbeeld daarvan is de haven achter de straat (plus een deel van de straat) in Marnie (1964), waaraan zeer duidelijk te zien is dat dit een geschilderd decor is. Hitchcock vond echter dat het "net kon" en weigerde de scènes waarin dit decor voorkomt op locatie over te doen. Wel gebruikte hij graag zeer grote decors voor de slotscènes van zijn films (het Vrijheidsbeeld, Mount Rushmore, de Royal Albert Hall, etc.). Toch zijn ook die gedeelten grotendeels in de studio opgenomen, en zijn er op locatie slechts een paar overzichtsshots opgenomen.
Een van de grootste sets die voor Hitchcock gebouwd werd is die voor de film Rear Window (1954). De hele binnenplaats die het decor voor deze film vormt werd in een studio gebouwd.

### Technieken
Ook is bekend dat Hitchcock graag experimenteerde met bijzondere technieken.
Voorbeelden hiervan zijn:
- De film Suspicion (1941) bevat een belichtingstruc. In de film, opgenomen in zwart-wit, brengt een man zijn echtgenote een glas melk. Het is duidelijk dat hij vermoedt dat zijn vrouw hem doorziet. Om de aandacht op het glas te vestigen had Hitchcock bedacht een witgeschilderd glas met een lampje van binnenuit te verlichten en zo de illusie van vergiftiging te benadrukken.
- Lifeboat (1944) is een film die zich volledig in een reddingsloep afspeelt. Hitchcock liet in een studio een zwembad bouwen met achtergrondprojectie. Hij liet hier een groep acteurs in een reddingsvlot ronddobberen. Rondom de sloep dreven vlotten waarop camera's stonden. Om te voorkomen dat de film eentonig zou worden koos Hitchcock voor een combinatie tussen extreme close-ups en lange bewegende shots. Hierdoor ontstond een zekere dynamiek.
- Spellbound (1945) bevat zelfs meerdere experimenten. De film bevat een droomscène waarvoor Hitchcock de decors liet bouwen door Salvador Dalí. Ook bevat de film een aantal flashbacks waarbij Hitchcock een speciale lens over de camera zette waardoor het perspectief veranderde. Daarnaast bevat de film twee vreemde subjectieve shots, gefilmd door de ogen van een persoon. In het eerste shot zie je hoe de persoon een glas melk drinkt, voor dit shot moest een gigantische houten hand met eveneens enorm glas melk voor de camera worden gezet. Voor het tweede shot, het eindshot van de film waarin een persoon zelfmoord pleegt, werd een enorme houten hand met een pistool gebouwd. Het pistool richt recht op de kijker wanneer er een knal volgt. Het beeldscherm kleurt hierna volledig rood. Doordat de kijker de hele tijd naar een zwart-witbeeld zat te kijken geeft de rode kleur ineens een vervreemdend effect.
- De film Rope (1948) moest de indruk wekken dat de complete speelfilm in slechts één enkele opname in eenmaal gedraaid werd, alsof men naar een continu toneelstuk keek, dus zonder lassen of tijdsoverbruggingen in de montage. In het oorspronkelijke toneelstuk, waarop de film gebaseerd is, vormde het "live" verstrijken van de tijd en het ondergaan van de zon een belangrijk bestandsdeel. Hitchcock probeerde dit effect in zijn film te behouden. Aangezien filmrollen een maximale lengte van 10 minuten hadden, moest Hitchcock de gehele film in takes van tien minuten draaien, erop lettend dat de beeldovergangen zo vloeiend mogelijk waren. Een voorbeeld van zo'n overgang is een zwarte jas van de acteur die dicht op de cameralens afliep en het beeld volledig verduisterde. Rope was ook Hitchcocks allereerste film in kleur, wat dit alles nog lastiger maakte, omdat de speciale kleurencamera's uit die tijd enorm groot en loodzwaar waren en onvoorstelbaar veel meer licht nodig hadden dan zwart-witfilm. Achteraf noemde Hitchcock deze werkwijze overigens interessant, maar volstrekt onlogisch en nutteloos.
- De film Dial M for Murder (1954) werd oorspronkelijk volledig in 3D opgenomen. Dit hield in dat alles shots met twee camera's tegelijkertijd werden opgenomen en dat de filmnegatieven samen op een dezelfde strook celluloid werden afgedrukt. Bezoekers moesten een brilletje dragen om het stereo-effect te kunnen zien. Hitchcock was zeer ontevreden en wilde de uitbreng van de 3D-film tegengaan. Hij kreeg deels zijn zin: in veel landen is alleen de "genormaliseerde" versie uitgebracht.
- De film Rear Window (1954) speelde zich bijna volledig in één kamer af en werd ook bijna volledig in die ene kamer opgenomen. Met uitzondering van een kort fragment aan het einde van de film als hij buiten ligt, verlaat de camera nooit de kamer en krijgt de toeschouwer nooit meer te zien dan wat James Stewart ziet wanneer hij zijn overbuurman met een verrekijker bespioneert.
- Voor de film Vertigo (1958) vond hij een compleet nieuwe cameratechniek uit: om de illusie van hoogtevrees te wekken liet Hitchcock de camera op hoge snelheid achteruitrijden en tegelijkertijd met diezelfde snelheid inzoomen. Het gevolg hiervan is dat het beeld hetzelfde blijft maar dat het perspectief verandert. Deze zogeheten dolly-zoom, wordt ook wel een vertigoshot genoemd. De techniek is ontelbare malen in andere films nagedaan.
- In de film Vertigo zit ook een droomscène waarin Hitchcock een vreemde combinatie tussen live-action en tekenfilm liet zien. Ook bevat de film een shot waarin de camera 360° rond de kussende Kim Novak en James Stewart draait. Dit is het eerste shot uit de filmgeschiedenis waarin de camera 360° in de rondte draait.
- Psycho was de eerste film waarin Hitchcock volledig "on-screen" liet zien hoe een vrouw werd vermoord. Voor deze scène, die slechts 45 seconden duurt, gebruikte Hitchcock 20 verschillende camerastandpunten en ruim 30 cuts. Het is daarmee nog steeds een van de meest dynamische gemonteerde scènes aller tijden. Opmerkelijk is dat nergens tijdens de scène is te zien dat het mes daadwerkelijk het lichaam raakt. Ook zijn nergens shots van geslachtsdelen of totaalshots van de naakte vrouw te zien. Het enige wat je ziet zijn steeds terugkerende shots van de moordenaar die steekt, afgewisseld met tegenshots van het gepijnigde gezicht van de (naakte) vrouw. De shots worden weer afgewisseld met bloed dat langs muren en door het afvoerputje druipt. Door de montage en door de muziek weet Hitchcock echter de indruk te wekken dat het mes het lichaam echt binnendringt. De filmcensuur wilde de scène echter uit de film knippen, als verdediging voerde Hitchcock aan dat nergens te zien is dat een vrouw daadwerkelijk vermoord wordt, volgens hem was het gewoon de illusie van de montage. Hitchcock won het van de censuur en de scène mocht blijven.
- De film The Birds was de eerste film waarbij op grote schaal montagetrucs werden gebruikt. Veel vogels waren eerst gefilmd en daarna in echte filmbeelden gemonteerd. Om het gekrijs van de vogels te simuleren werden voor het eerst in de filmgeschiedenis synthesizers gebruikt.

## Filmografie

### Stomme films
- Always Tell Your Wife (1923); Hitchcock was co-regisseur, maar stond niet op de titelrol
- The Pleasure Garden (1925)
- The Mountain Eagle (1926); hiervan zijn geen kopieën meer bekend
- The Lodger: A Story of the London Fog (1927)
- Downhill (1927)
- Easy Virtue (1928), gebaseerd op een toneelstuk van Noël Coward
- The Ring (1927)
- The Farmer's Wife (1928)
- Champagne (1928)
- The Manxman (1928)

### Geluidsfilms
- Blackmail (1929)
- Juno and the Paycock (1930)
- Murder! (1930)
- Elstree Calling (1930), samen met Adrian Brunel, Andre Charlot, Jack Hulbert en Paul Murray
- The Skin Game (1931)
- Number Seventeen (1932)
- Rich and Strange (1932)
- Waltzes from Vienna (1933)
- The Man Who Knew Too Much (1934)
- The 39 Steps (1935)
- Secret Agent (1936)
- Sabotage (1936)
- Young and Innocent (1938)
- The Lady Vanishes (1938)
- Jamaica Inn (1939), met Charles Laughton
- Rebecca (1940), hiermee won Hitchcock de Academy Award voor Beste Film
- Foreign Correspondent (1940)
- Mr. & Mrs. Smith (1941), geschreven door Norman Krasna
- Suspicion (1941)
- Saboteur (1942)
- Shadow of a Doubt (1943)
- Lifeboat (1944), hierin speelde Tallulah Bankhead haar bekendste rol
- Aventure malgache (1944), Franstalige korte film gemaakt voor het British Ministry of Information
- Bon Voyage (1944), korte Franstalige propagandafilm
- Spellbound (1945)
- Notorious (1946)
- The Paradine Case (1947)
- Rope (1948)
- Under Capricorn (1949)
- Stage Fright (1950)
- Strangers on a Train (1951)
- I Confess (1953)
- Dial M for Murder (1954)
- Rear Window (1954)
- To Catch a Thief (1955)
- The Trouble with Harry (1955)
- The Man Who Knew Too Much (1956), remake van de gelijknamige film uit 1934
- The Wrong Man (1956)
- Vertigo (1958)
- North by Northwest (1959)
- Psycho (1960)
- The Birds (1963)
- Marnie (1964)
- Torn Curtain  (1966)
- Topaz (1969)
- Frenzy (1972)
- Family Plot (1976)

### Afleveringen van tv-series geregisseerd door Hitchcock zelf
Startime:
- Incident at a Corner (1960)

Suspicion:
- Four O'Clock (1957)

The Alfred Hitchcock Hour:
- I Saw The Whole Thing (1962)

Alfred Hitchcock Presents:
- Revenge (1955)
- Breakdown (1955)
- The Case of Mr. Pelham (1955)
- Back for Christmas (1956)
- Wet Saturday (1956)
- Mr. Blanchard's Secret (1956)
- One More Mile to Go (1957)
- The Perfect Crime (1957)
- Lamb to Slaughter (1958)
- A Dip in the Pool (1958)
- Poison (1958)
- Banquo's Chair (1958)
- Arthur (1959)
- The Chrystal Trench (1959)
- Mr. Bixby and the Colonel's Coat (1960)
- The Horse Player (1961)
- Bang! You're Dead (1961)

### Gestopte projecten
Number 13 (1922)Dit had Hitchcocks regiedebuut moeten worden, maar door financiële problemen kon de film niet worden voltooid. Er bestaan slechts een paar scènes van.
Greenmantle (1939–1942)Dit had een vervolg moeten worden op The 39 Steps, maar de filmrechten op het boek Greenmantle bleken te duur.
Escape (1940)deze film ging aan Hitchcock voorbij toen Metro-Goldwyn-Mayer de filmrechten op het boek van Ethel Vance kocht.
The Bramble Bush (1951–1953)Deze film had na I Confess geproduceerd moeten worden, en zou worden gebaseerd op een boek van David Duncan. Hitchcock was echter niet tevreden met het script en kreeg toestemming het project af te blazen om zich te concentreren op Dial M for Murder.
Flamingo Feather (1956)Dit had een grote verfilming van Laurens van der Posts boek moeten worden. De film moest zich afspelen in Zuid-Afrika met James Stewart en Grace Kelly in de hoofdrollen, maar Hitchcock kon bij een reis daarheen geen geschikte filmlocaties vinden zonder het budget te overschrijden en Grace Kelly was zojuist prinses van Monaco geworden. Hij liet het project daarom vallen ten gunste van The Man Who Knew Too Much.
No Bail for the Judge (1958–1961)Dit had een verfilming moeten worden van een boek van Henry Cecil. Samuel A. Taylor schreef er zelfs al een scenario voor. Audrey Hepburn zou de hoofdrol krijgen, maar moest dit afwijzen vanwege haar zwangerschap. Zonder Hepburn zag Hitchcock weinig toekomst meer in het project en overtuigde Paramount het project af te blazen.
The Wreck of the Mary Deare (1959)Dit had een verfilming moeten worden van een boek van Hammond Innes, met Gary Cooper in de hoofdrol. Hoewel Hitchcock graag eens met Cooper zou samenwerken, moest hij samen met zijn scenarist Ernest Lehman al snel concluderen dat het boek niet te verfilmen was zonder dat het een "saai rechtbankdrama" zou worden. Hitchcock stopte het project en gaf Lehman de opdracht North by Northwest te schrijven.
The Blind Man (1960)Na het succes van Psycho legden Hitchcock en Ernest Lehman hun geschillen bij om samen een film te maken met een zelfbedacht scenario. James Stewart zou de hoofdrol krijgen. Tijdens de productie kregen Lehman en Hitchcock echter toch weer woorden met elkaar. Bovendien kreeg Hitchcock geen toestemming om opnames te maken tijdens een Wild West-show in Disneyland, waar een scène uit de film zich zou afspelen. Het project werd daarom verworpen.
Village of Stars (1962)Na het afblazen van The Blind Man kocht Hitchcock de rechten op het boek Village of the Stars van David Beaty. Ook deze film ging niet door.
Trap for a Solitary Man (1963)Deze film, gebaseerd op het Franse toneelstuk Piege Pour un Homme Seul van M. Robert Thomas, zou door Twentieth Century-Fox worden geproduceerd. De film werd echter uiteindelijk verwerkt tot een televisiefilm getiteld Honeymoon with a Stranger.
Mary Rose (1964)Hitchcock wilde al langer het toneelstuk Mary Rose van J.M. Barry verfilmen. Na hun samenwerking aan Marnie vroeg Hitchcock Jay Presson Allen om een script gebaseerd op dit toneelstuk te schrijven. Universal, waar Hitchcock onder contract stond, wilde echter niks weten van dit project.
The Three Hostages (1964)Ook deze film had een verfilming moeten worden van een boek van Richard Hannay, maar net als bij Greenmantle waren de filmrechten erg duur. Bovendien bleek het verhaal bij nadere bestudering te gedateerd, daar er sterk gebruik wordt gemaakt van situaties uit de jaren 30.
Frenzy (alias Kaleidoscope) (1964 – 1967)Niet te verwarren met de gelijknamige film die Hitchcock in 1972 maakte. Deze film had een prequel moeten worden op Shadow of a Doubt. Hitchcock liet het script beoordelen door zijn vriend François Truffaut, maar die was bang dat de film te controversieel zou worden gevonden door de hoeveelheid seks en geweld in het verhaal. Universal sprak zijn veto uit over het project en liet de productie niet doorgaan.
R.R.R.R. (1965)Deze film zou worden gebaseerd op een origineel idee van Hitchcock zelf. Hij benaderde de Italiaanse schrijvers Agenore Incrocci en Furio Scarpelli om het script voor hem te schrijven. De twee hadden echter moeite met het verhaal, mede vanwege de taalbarrière tussen hen en Hitchcock. Ook nu was het Universal die Hitchcock dwong het project af te blazen.
The Short Night (1976–1979)Dit had Hitchcocks volgende film moeten worden na Family Plot. Het project werd nooit voltooid omdat Hitchcock met gezondheidsproblemen kampte en zich genoodzaakt zag met pensioen te gaan.

## Trivia
- Alfred Hitchcock is als animatronic te zien in het opstapstation van de Hollywood Tour, een darkride in het Duitse attractiepark Phantasialand.
- Hitchcock leed aan ovofobie, angst voor eieren.[6]